# Чотири ступені просвітлення
Чотири стадії просвітлення в Тхераваді буддизму — чотири послідовні етапи досягнення повного просвітлення, які буддист може досягти протягом життя. Ці чотири етапи називаються сотапанна, сакадагамі, анагамі і Аргат (араханта). Будда вважає людей, які знаходяться в одному з цих чотирьох етапів, благородними людьми та спільноту таких особистостей — благородною сангхою.
Вчення чотирьох ступенів просвітлення є центральним елементом у ранніх буддійських школах, у тому числі Тхеравади - школі буддизму, що існує досі.

## Походження
У Сутті-пітака описуються кілька типів практикуючих буддистів відповідно до рівня їх досягнення. Стандартними є чотири, але є також триваліші описи з більшою кількістю типів.
У Вісуддхімазі підкреслюється важливість праджня, розуміння анатта (або анатман) і буддійських вчень, як основного засобу до звільнення. Віпасана відіграє центральну роль в цьому.

## Звичайна людина
Звичайна людина або патхаджана(палі;  pṛthagjana IAST, тобто притхі — без, і г'яна — знання) потрапляє в пастку нескінченного круговороту самсари і не здатна звільнитися. Людина народжується, живе і вмирає в нескінченних переродженнях. Здійснюючи добрі або злі вчинки за своїми бажаннями, вона перероджується в більш високих або більш низьких світах. Поки людина не контролює свою свідомість, її цілі спонтанні, що призводить до великих страждань. Звичайна особа ніколи не бачила і не пережила вищу істину дхарми і тому не може вийти з цього кола. Тільки коли страждання стає гострим, і, здавалося б, нескінченним, особа шукає «виходу» і, якщо пощастить, виявляє дхарму.

## Чотири ступені просвітлення
Ті, хто вступили на благородний Вісімковий Шлях, стають «шляхетними» (санскр .: āryapudgala, палі: ariyapuggala — букв. «Благородною особистістю»). Вони гарантовано стануть аргатами, але не обов'язково в цьому переродженні. Ця мета буде досягнута в залежності від досягнень.

### Що увійшов у потік
Перша стадія називається Сотапанна (Srotaāpanna, палі: Sotāpanna), буквально означає «той хто увійшов в потік» (входити: āpadyate, потік: srotas), відповідно до традиційної метафори, що порівнює досягнення просвітління з переходом бурхливої річки. Той, хто входить в потік, відкриває свої очі дгармі. Тим, хто увійшов в потік гарантується Просвітлення, але лише через сім перероджень. При цьому вони вже не будуть перероджуватися в пекельних істот або тварин.
Увійти в потік можна ставши праведною людиною, дізнавшись про Дгарми, досягнувши правильного стану розуму і живучи відповідно до дгарми.

### Той, хто повертається лише один раз
Сакадагамі (санскр.: sakṛdāgāmin, палі: sakadāgāmī) або екавічіка (тиб. Барчечікпа, букв. «Тільки з однією перешкодою») — це ті, хто ще один раз повернуться. Такі будуть ще рівно один раз народжені в світі людей, і там стануть аргатами.

### Той, хто не повертається
Третьою стадією є анагаміна (санскр .: anāgāmin, палі: anāgāmī), тобто ті, хто вже не прийдуть. Неповернуті вже не повернуться в світ людей або будь-який світ нижче. Вони будуть народжені в Сфері форм в світах Шудхаваса, де вони досягнуть нірвани. Деякі з них можуть переродитися в більш високих світах Шудхаваси, але вони вже не переродятся в нижчих світах. Анагени вже скинули п'ять перешкод, які пов'язують свідомість з самсарою. Вони вже частково просвітлені, і їм залишається досягти досконалості та прийти до повного просвітлення.

### Аргати
Четверта стадія — аргат, повністю просвітлені, хто повністю звільнився від кайданів і хто після свого відходу (санскр: parinirvāṇa IAST, палі: parinibbāna) не народжені ні в одному світу самсари. Стаючи з анагаміна аргатом, людина досягає нірвани лише для самої себе і не прагне ні до чого іншого. Згідно з махаяною, будди спонукають аргатів вийти з егоїстичної «нірвани для себе» і вступити на шлях боддгісаттви.